# Dave Cutler
David Neil Cutler Sr. (Lansing, 13 de março de 1942) é um cientista da computação estadunidense. Desenvolveu diversos sistemas operacionais, como o Windows NT e os sistemas da Digital Equipment Corporation (DEC) RSX-11, VAXELN e OpenVMS.
Cutler detém mais de 20 patentes, sendo membro do corpo docente do Departamento de Ciência da computação da Universidade de Washington.
É fellow do Museu da História do Computador.